# Buttons (Lied)
Buttons ist ein Lied der US-amerikanischen R&B-Gruppe Pussycat Dolls in Zusammenarbeit mit dem US-amerikanischen Rapper Snoop Dogg. Das Lied ist die vierte Singleauskopplung aus dem Pussycat-Doll-Debütalbum PCD und wurde am 11. April 2006 veröffentlicht.

## Hintergrund
Am 19. Dezember 2005 traten die Pussycat Dolls bei den Radio Music Awards 2005 in Las Vegas mit dem Lied Santa Baby auf, wobei Snoop Dogg verkleidet als Santa Claus bei dem Auftritt ebenfalls mitwirkte. Nach diesem gemeinsam Auftritt fragte die Plattenfirma der Pussycat Dolls, Interscope Records, Snoop Dogg, ob er sich mit zwei Strophen an einem Song der Pussycat Dolls beteiligen möchte. Im Februar 2006 gab Nicole Scherzinger Snoop Doogs Teilnahme am Remix von Buttons bekannt.
Buttons wurde von Sean Garrett, Polow da Don, Jason Perry und Nicole Scherzinger geschrieben, produziert wurde das Lied von Polow da Don, Garret und Ron Fair. Der mit Snoop Dogg entworfene Remix trägt den Zusatz Final Edition und ist nicht auf dem Studioalbum PCD enthalten. In den Vereinigten Staaten wurde der Remix am 11. April 2006 veröffentlicht. Zu den Contemporary-Hit-Radio-Stationen wurde der Remix ab dem 8. Mai 2006 gesendet. In Deutschland erfolgte die Veröffentlichung als Download am 23. Juni 2006, die Single-CD wurde am 7. Juli 2006 veröffentlicht.

## Musikalisches und Inhalt
Buttons ist ein Hip-Hop-/R&B-/Pop-Song mit einer Länge von 3:46. Die Remix-Version mit Snoop Dogg ist 3:53 Minuten lang. Der im Viervierteltakt und in d-Moll geschriebene Song besitzt ein moderates Tempo, der Stimmumfang reicht von G3 bis A4. Des Weiteren kommen in dem Lied orientalische Anklänge zum Vorschein. Textlich behandelt Buttons die Sehnsucht des Ausziehens. Die weibliche Ich-Person fordert ein männliches Gegenüber dazu auf, ihr beim Öffnen der Kleidung zu helfen („loosen up my buttons baby“). Die Ich-Person bietet sich dem männlichen Verehrer als Objekt an („this could be yours“). Snoop Doggs Textbeitrag nimmt dies auf und bezieht Position als begehrenswerter Mann, der verführt werden möchte.

## Musikvideo
Die Dreharbeiten zu dem Musikvideo von Buttons wurden von Francis Lawrence durchgeführt und dauerten drei Tage. Die Choreographie wurde vom Gründer der Gruppe, Robin Antin, und von Mikey Minden entworfen. Szenen von hinter den Kulissen des Videodrehs sind auf der Livealbum-DVD Live from London enthalten. Das Video beginnt mit Snoop Dogg, welcher seine Strophe vorträgt während Nicole Scherzinger verführerisch um ihn herum tanzt. Wenn der erste Refrain beginnt, laufen die Pussycat Dolls, die knappe, schwarze Kleider tragen, durch eine Halle und einen röhrenförmigen Tunnel. Im zweiten Refrain tanzen die Mitglieder an einer Reckstange. Gegen Ende des Refrains trennt sich Scherzinger von der Gruppe und singt alleine zwischen glitzernden Vorhängen und tanzt dann an einem Stuhl. Vier weitere Stühle erscheinen und die restlichen Mitglieder tanzen ebenfalls an diesen. Wenn Snoop Dogs Strophe beginnt, sieht man, wie die Pussycat Dolls zu ihm gehen. Die Frauen tanzen weiter, während sich der Boden in Flammen und Rauch hüllt. Das Video endet mit den von der Kamera weggehenden Pussycat Dolls.
Das Musikvideo war in den Kategorien Best Dance Video und Best Choreography in a Video bei den MTV Video Music Awards 2006 nominiert und gewann einen Preis in erstgenannter Kategorie. Der kanadische Musiksender Much listete das Video auf Platz 4 der 50 Sexiest Music Videos of All-Time.

## Rezeption

### Preise
| Jahr | Auszeichnung                             | Kategorie                                      | Resultat  |
| ---- | ---------------------------------------- | ---------------------------------------------- | --------- |
| 2006 | MTV Video Music Awards 2006              | Best Dance Video                               | Gewonnen  |
| 2006 | MTV Video Music Awards 2006              | Best Choreography in a Video                   | Nominiert |
| 2006 | Teen Choice Awards 2006                  | Choice Music: R&B/Hip-Hop Track                | Nominiert |
| 2007 | iHeartRadio Much Music Video Awards 2007 | People’s Choice: Favourite International Group | Nominiert |

### Rezensionen
Buttons erhielt gemischte Kritiken. Vicky Butscher von Laut.de hält das Lied für ein „Däumchendreh-Teil“. Es „erinnere an andere R'n'B-Ladies, die das schon wesentlich besser hinbekommen haben“, so die Kritikerin weiter. Miriam Zendle von Digital Spy gab dem Lied einen von fünf Sternen und fügte an: „So schrecklich wie die Debüt-Single Don’t Cha gibt es einfach nichts an Buttons zu erfreuen.“ Spence D. von IGN schrieb: „Ja, es (Buttons) ist vertraut und funky, aber es präsentiert keinerlei Neues im Bereich des weiblichen Soul-Pop“.
Billboard listet Buttons auf Platz 6 der besten Sommerlieder 2006. Die Rolling Stone setzte Buttons auf Platz 96 der 100 besten Songs des Jahres 2006.

### Chartplatzierungen
Buttons erreichte weltweit hohe Chartplatzierungen. In den Billboard Hot 100 stieg der Song am 27. Mai 2006 auf Platz 71 ein. Knapp vier Monate später, am 23. September 2006, erreichte er mit Platz 3 seine Höchstposition in diesen Charts. Insgesamt verblieb der Song elf Wochen in den dortigen Top 10 und 30 Wochen in den gesamten Charts. Für die Pussycat Dolls war dies der dritte Top-10-Hit in den Vereinigten Staaten, bis auf Beep erreichten auch alle vorher aus dem Studioalbum PCD veröffentlichten Singles die Top 10. Für Snoop Dogg war dies bereits der neunte Top-10-Hit in den Billboard Hot 100. In den britischen Singlecharts erreichte Buttons in der zweiten Chartwoche Platz 3. Insgesamt verbrachte das Lied drei Wochen in den Top 10 und 18 Wochen in den gesamten Charts.
In den deutschen Singlecharts stieg Buttons am 21. Juli 2006 auf Platz 7 ein. In der vierten und fünften Chartwoche erreichte das Lied mit Platz 4 seine höchste Platzierung in diesem Land. Im Frühling 2007 konnte sich Buttons mit Unterbrechungen nochmals sieben Wochen in den Charts halten. Insgesamt verbrachte Buttons in Deutschland 10 Wochen in den Top 10 und 29 Wochen in den gesamten Charts. Es war der dritte Top-10-Hit für die Band und der vierte Top-10-Hit für Snoop Dogg in Deutschland. In den Ö3 Austria Top 40 gelang den Pussycat Dolls mit Buttons ein Nummer-eins-Hit. Drei Wochen konnte das Lied die dortige Spitzenposition halten, es war sowohl für die Pussycat Dolls, als auch für Snoop Dogg der erste Nummer-eins-Erfolg in Österreich. Auch in der Schweizer Hitparade erreichte Buttons die Top 10. Insgesamt konnte sich das Lied dort 14 Wochen in den Top 10 und 39 Wochen in den gesamten Charts halten.
Eine weitere Nummer-eins-Platzierung gelang Buttons in Neuseeland. Weitere Top-10-Platzierungen gelangen unter anderem in Australien (Platz 2), Belgien (Flandern Platz 4, Wallonien Platz 6) und den Niederlanden (Platz 7).
| ChartsChartplatzierungen       | Höchstplatzierung | Wochen |
| ------------------------------ | ----------------- | ------ |
| Deutschland (GfK)              | 4 (29 Wo.)        | 29     |
| Österreich (Ö3)                | 1 (28 Wo.)        | 28     |
| Schweiz (IFPI)                 | 3 (39 Wo.)        | 39     |
| Vereinigte Staaten (Billboard) | 3 (30 Wo.)        | 30     |
| Vereinigtes Königreich (OCC)   | 3 (18 Wo.)        | 18     |

| ChartsJahrescharts (2006)      | Platzierung |
| ------------------------------ | ----------- |
| Deutschland (GfK)              | 23          |
| Österreich (Ö3)                | 14          |
| Schweiz (IFPI)                 | 18          |
| Vereinigte Staaten (Billboard) | 15          |
| Vereinigtes Königreich (OCC)   | 57          |

### Auszeichnungen für Musikverkäufe
Buttons wurde weltweit mit 3× Gold und 5× Platin ausgezeichnet. Damit wurde die Single über 1,9 Millionen Mal verkauft.
| Land/Region                  | Auszeichnungen für Musikverkäufe (Land/Region, Auszeichnung, Verkäufe) | Verkäufe  |
| ---------------------------- | ---------------------------------------------------------------------- | --------- |
| Australien (ARIA)            | Platin                                                                 | 70.000    |
| Belgien (BRMA)               | Gold                                                                   | 25.000    |
| Brasilien (PMB)              | Platin                                                                 | 60.000    |
| Dänemark (IFPI)              | Platin                                                                 | 15.000    |
| Deutschland (BVMI)           | Gold                                                                   | 150.000   |
| Neuseeland (RMNZ)            | Gold                                                                   | 5.000     |
| Vereinigte Staaten (RIAA)    | Platin                                                                 | 1.000.000 |
| Vereinigtes Königreich (BPI) | Platin                                                                 | 600.000   |
| Insgesamt                    | 3× Gold · 5× Platin ·                                                  | 1.925.000 |

Hauptartikel: Snoop Dogg/Auszeichnungen für Musikverkäufe

## Formate
Download
1. Buttons (Final Edition) – 3:53

CD-Single (Deutschland)
1. Buttons (Final Edition) – 3:53
2. Buttons (Album Edition) – 3:46
3. Flirt – 2:57
4. Buttons (Video) – 4:04

CD-Single (Vereinigtes Königreich)
1. Buttons (Final Edition) – 3:52
2. Don't Cha (Live) – 3:31